# Kirill Alekszejevics Alekszejenko
Kirill Alekszejevics Alekszejenko (oroszul: Кирилл Алексеевич Алексеенко, a nemzetközi szakirodalomban Kirill Alekseenko) (Viborg, Oroszország, 1997. június 22. –) orosz sakknagymester, világbajnokjelölt (2020), az Orosz Kupa győztese (2018), Oroszország U21 korosztályos bajnoka, U14 ifjúsági sakkvilágbajnok (2011), U16 (2013) és U10 korosztályos ifjúsági sakk-Európa-bajnok (2007).
A Nemzetközi Sakkszövetség (FIDE) 2020. márciusra érvényes Élő-pontszámítása szerint játékereje 2698 pont, amellyel a világranglistán a 39. helyen áll. Eddigi legjobb világranglista-helyezése a 31. volt, amelyre 2019 novemberében került az eddigi legmagasabb értékszámát, 2715-öt elérve.
A 2021-es sakkvilágbajnokság versenysorozatában bejutott a világbajnokjelöltek versenyébe.

## Élete és sakkpályafutása
A finn határ melletti Viborgban született, ahonnan nyolcéves korában költöztek át Szentpétervárra. A sakklépéseket négyéves korában a nagyapjától tanulta meg. Első sakkminősítését Viborgban szerezte, ahol Szergej Baljakin, Viborg többszörös bajnoka volt az edzője. Szentpéterváron először Vlagyimir Suspanov foglalkozott vele, és az ő edzősége idején szerezte 10 éves korában első ifjúsági Európa-bajnoki címét, amely eredményéért FIDE-mester címet kapott. Később Andrej Lukin vette át az edzéseit, és vele dolgozik már több, mint 10 éve.
Apja katona, anyja orosz nyelvtanár. Van egy nővére. 2019-ben a Szentpétervári Állami Műszaki Egyetem hallgatója volt nemzetközi menedzsment szakon.
Hétéves korában vett részt első sakkversenyén, Szentpétervár U8 korosztályos bajnokságán. 2007-ben megnyerte az U10 korosztályos Európa-bajnokságot. Az U14 korosztályos világbajnokságon 2010-ben bronzérmes lett, 2011-ben aranyérmet szerzett. 2012-ben az U16 korosztályos világbajnokságon a 7. helyet szerezte meg. 2013-ban az U16 korosztályban szerzett újabb ifjúsági Európa-bajnoki címet. 2014-ben az U18 korosztályos világbajnokságon a 8. helyen végzett, majd 2015-ben ezüstérmet szerzett.
2012-ben, 15 évesen a felnőtt Európa-bajnokságon 348 induló között 7 ponttal a 44. helyen végzett.
2015-ben, 2016-ban és 2017-ben háromszor egymás után megnyerte a Csigorin-emlékversenyt Szentpéterváron. 2018-ban első helyen végzett az Orosz Kupa döntőjében. 2016-ban 2. helyezést ért el az Universiadén, és megnyerte Oroszország U21 korosztályos sakkbajnokságát.
A 2019-es sakkvilágkupán az 1. fordulóban a lengyel Radosław Wojtaszek, a 2. körben a norvég Johan-Sebastian Christiansen, a 3. körben az indiai Pendjála Harikrisna ellen győzött, a 4. fordulóban a döntőig jutó kínai Ting Li-zsen ütötte el a továbbjutástól. A 2019-es FIDE Chess.com Grand Swiss tornán a 3. helyen végzett, és mint a legmagasabban végzett, kvalifikációt nem szerző versenyző, kapott szabad kártyát a 2021-es sakkvilágbajnokság világbajnokjelöltek versenyén való részvételre.
A nagymesteri normát 2011-ben a Csigorin-emlékversenyen, és 2012-ben a 13. Sakk-Európa-bajnokságon teljesítette.

## További kiemelkedő versenyeredményei
- 2015: 1. helyezés: Heart of Finland (Jyvaskyla)[23]
- 2015: 1. helyezés: Polugajevszkij-emlékverseny (Szamara)[24]
- 2016: 3. helyezés: Hamina Bastion Open (Hamina)[25]
- 2017: 3. helyezés: Chepukaitis-emlékverseny 2017 (Szentpétervár)[26]
- 2018: 1. helyezés: Rilton Cup (Stockholm)[27]
- 2018: 1. helyezés: Turkish IS Bank Chess League (Ankara)[28]
- 2019: 3. helyezés: CE Primera Division 2019 (Linares)[29]
- 2019: 5. helyezés: Orosz sakkbajnokság[30]

## Eredményei csapatban
2010-ben az U16 korosztályos sakkolimpián oroszország válogatottjának tagjaként csapatban bronzérmet szerzett, egyéni teljesítménye alapján ezüstérmet kapott.